# Старые Урмары
Ста́рые Урма́ры (чув. Кивӗ Вӑрмар) — деревня в составе Урмарского муниципального округа Чувашской Республики России.

## История
Деревня Старые Урмары считается одной из самых старых в Урмарском районе.
Деревня возникла во второй половине XV века. Документов, по которым можно было бы определить точную дату её возникновения, не осталось. Возможно, что основали эту деревню люди одного рода, основавшие Ковали и Тансарино. Существуют разные предания об их возникновении.
Предание первое: В древние времена в лесу около Шигалей жил один человек. У него было два сына — Кава́л и Тансар, третий сын-приёмыш звался Вӑрмар. Отчим очень любил приёмного сына, за это его невзлюбили братья. Рассердившись, отец проклял родных сыновей и сказал:
Тансару: «Род твой будет мал».

Ковалу: «Род твой будет чуть побольше и знатнее».

Вӑрмару: «Род твой будет самым знатным»

И завещал им поселиться в трех разных местах
По другой легенде, спасаясь от гнёта монгола-татар, чуваши поселились в этом месте. Так как дорога не долгая, они сказали, что дорога туда не длинная (чув. унта каймалли ҫул вӑрӑм мар).
По мнению лингвистов, название деревни происходит от чув. вӑрӑм — длинный, ар — овраг.
По переписи 1710 года в деревне было 105 дворов, в которых проживало 334 человека. Староурмарская земельная община объединяла все вышеуказанные деревни, она имела своё знамя (межевой знак)
В 1774 году Урмарская земельная община объединяла почти 700 дворов и проживало в ней 2550 человек. Они имели 8231 десятину земли.
Вскоре деревню стали окружать выселки: Старые Щелканы, Мусирмы, Кудеснеры, Избеби, Новые Щелканы, Дальние Мусирмы.
В документах записано: «В 1902 год: Деревня Малые Урмары состоит из околотков Старых и Новых Щелкан, Дальних и Ближних Мусирмы, Кудеснер и Избеби» (По другим данным, д. Избеби возникла раньше). Необходимо иметь в виду, что переписчики часто вели записи на свой лад. Деревня Урмары часто называлась Тансарево, Тансарыево, Урмарыево.

### Выселки деревни
Там, где расположены село Мусирмы и дер. Дальние Мусирмы, стоял дремучий лес. (Ныне одно село — Мусирмы). Из Старых Урмар сюда переселились три семьи. Помнят имена первопоселенцев Ахваншера и Ветеера. По двум сторонам глубокого оврага Мусирмы они построили три двора. Выселок на одной стороне назвали Мусирмы, на другой — Дальние Мусирмы.
Также три семьи из Старых Урмар основали дер. Избеби. Не поладив с односельчанами, они переселились в лес. Старшим среди них был Асьпанай. Его именем и был назван выселок. Позднее название изменилось, стало Избеби (чув. Иçпĕпĕ). Из Старых Урмар же выделился Торабай со своим семейством и поселился в местности Çурт çи (Место построек) — в лесу.

## Органы власти

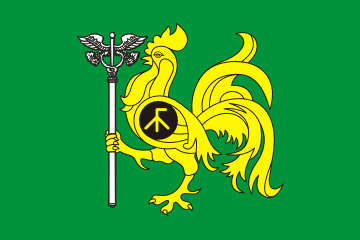
Флаг сельского поселения

В рамках организации местного самоуправления с 2004 по 2022 гг. в границах деревни существовало муниципальное образование Староурмарского сельского поселения  . Упразднено законом от 29 марта 2022 года в рамках преобразования муниципального района со всеми входившими в его состав поселениями путём их объединения в муниципальный округ . С 1 января 2023 года функционирует Староурмарский территориальный отдел 

## Значение герба
«В зелёном поле золотой петух вправо, стоящий на одной лапе и держащий другой лапой перед собой серебряный Меркуриев жезл (вместо змей обвитый ветвями с листьями и шишками хмеля) в столб; крыло петуха обременено чёрным шаром, на котором — золотая чувашская тамга „Чах-ури“ („куриная лапа“). В левой вольной части — законодательно установленная символика Чувашской Республики. Щит увенчан муниципальной короной установленного образца».

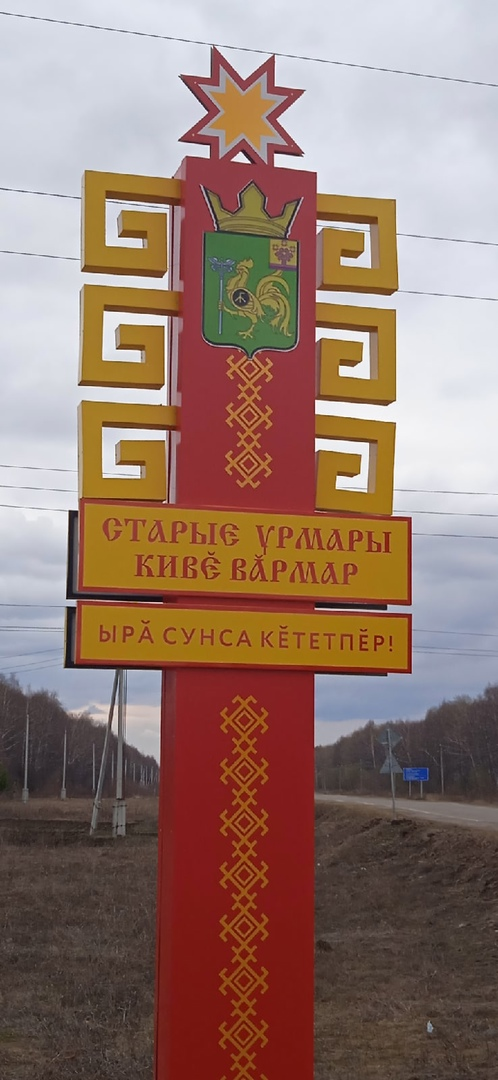
Стела при въезде в деревню Старые Урмары

Герб отражает исторические и экономические особенности поселения.
В 1897 г. саксонский подданный Феликс Зейфрид Луизович — владелец яичной фирмы, заинтересовал население выращивать птицу и сдавать яйца и мясо гусей представителям фирмы для отправки в Англию, Францию, Германию. Построил в Урмарах яичный склад и мощный холодильник. Затем в 1905 году организатором дела, давшим толчок в развитии птицеводства в д. Старые Урмары стал австрийский подданный Франц Баум Иосифович, сумевший привлечь к этому делу Старо-Урмарское общество, наиболее предприимчивые жители которого работали у него, при этом реализовывали пухо-перьевое сырье, мясо птицы и яйца через г. Казань в Германию и Австрию.
Поэтому главной фигурой герба является золотой петух, правой лапой держащий серебряный кадуцей (жезл Меркурия), обвитый стеблями хмеля с такими же листьями, что отражает территориальную принадлежность к Чувашской Республике, государственный герб которой включает в себя хмель. Кадуцей с давних времен до настоящего времени служит эмблемой торговли и мирного разрешения споров.
К петуху издавна было особое отношение. По его пению могли отмерять время. Считалось, что ночью по земле бродят злые духи, но как только запоет петух, они тут же исчезают. Одной из чувашских примет, предсказывающей урожай, была связана с петухом: «Постоянно поют петухи — к урожаю» («Яланах автан аватсассӑн, тырӑ пулать»).
На крыле петуха изображен чувашский родовой знак-тамга, применявшийся в качестве графического знака собственности, чах-ури — «куриная лапа», символизируя историю и культурные традиции народа.

## Школа грамоты
1 октября 1882 года в деревне Старые Урмары в доме Константина Ефимова открыта школа грамоты, учителем в которой был сам Константин Ефимов. Сам Константин Ефимов нигде не обучался. От земства получал 3 рубля в месяц.
Крестьяне деревни Старые Урмары на общем сходе составили приговор, в котором говорилось: «Детей своих обязуемся представлять в школу для обучения их грамоте в начале октября-месяца каждого года… так как к тому времени у нас все крестьянские полевые работы заканчиваются»
5 марта 1886 года, учитель Староурмарской школы грамоты Константин Ефимов получил от Цивильской уездной земской управы книги на чувашском языке: 10 экземпляров Священной истории", 10 букварей «Книгу для церковно-славянского чтения» Тихомирова.
11 мая 1888 года Константин Ефимов просил выслать учебные книги для школы, в том числе: Священную историю на чувашском языке и Букварь на чувашском языке по 20 экземпляров.

Отзыв дьякона П. Мике в своей брошюре «По Чувашским приходам», написанный в 1898 году:
Старо Урмарская школа открыта в 1882 году. Учитель местный Константин Ефимов организовал сам эту школу 5-6 лет тому назад, построил школу из саманного кирпича 4x3 сажень. Внутри выбелено, покрыто тесом. Строил сам учитель с детьми. Только плотничьи работ делали посторонние, наемные. Ученики хорошо читали по-чувашски перед ангелом.

## Судебное дело
Произошла дележка земель деревень Малые Урмары и Старые Урмары в 1888 году.

Выписка из обвинительного акта:
16 мая настоящего года в деревне Старые Урмары Цивильского уезда Казанской губернии прибыл Свияжский уездный землемер Вишневский, командированный Казанским губернским правлением в Цивильский уезд для производства межевых работ, заключавшегося в отмежевании согласно решению Казанского окружного суда, участок леса в пользу крестьян деревни Малых Урмар от леса, находившегося во владении крестьян Ст. Урмар.
Работа эта не была выполнена землемером Вишневским, так как общество крестьян дер. Старых Урмар, встретив его с понятыми и рабочим в своей деревне, не пустило в свой лес для отмежевания участка, почему Вишневский и обратился к местной полиции, прося содействовать её в исполнении возложенного на него поручения. Пристав 2 стана Цивильского уезда прибыл в дер. Избеби, где проживал в то время Вишневский и условился с ним начать работу на следующий день.
18 мая утром, партия землемера, сопровождаемая приставом 2 стана и урядником Яковлевым, стражником Евграфовым, волостным старшиной Романовым, сотскими, десятскими и старостами окрестных деревень в числе до 300 человек, двинулись на работы в Старо-Урмарский лес. По дороге при проезде через д. Старые Урмары партия была остановлена целым сходом крестьян той деревни.
Подстрекаемые сельским старостой Матвеем Никофоровым, Тимофеев Андреевым и другими лицами, крестьяне всем сходом кричали, что не пустят землемера и прочих в свой лес, а когда полиции удалось раздвинуть толпу и пропустить вперед партию землемера. то многие из урмаровских крестьян кричали им в след: «Ужо придем в лес и палками прогоним вас из лесу».
Затем большая часть крестьян Старо-Урмаровских, вооружившись палками и рычагами, отправились вскоре в лес за землемером другой дорогой, имея цель помешать межевым работам, но однако им не удалось, так как полиция сдерживала народ и не пускала к работам.
Тут один из крестьян, Алексей Никифиров, ударил рычагом сзади в левый бок урядника Яковлева. После этого в полдень, все Старо-Урмаровские крестьяне возвратились к себе в деревню и тут сельский староста Матвей Никифиров, Тимофей Андреев, Алексей Никифиров, Алексей Филиппов, Антон Михайлов, Герасим Андреев, Емельян Тарасов и другие потребовали, чтобы немедленно был собран полный сход крестьян всей деревни и приказали своим полицейским, десятским гнать на сход с каждого двора всех мужиков с палками, рычагами и дубинами.
Перед вечером этого же дня около винной лавки собрался полный сход крестьян дер. Ст. Урмары.
Все были вооружены палками, рычагами. дубинами, а у некоторых были в руках копья и вилы.
На сходе сельский староста Матвей Никифоров и Тимофей Андреев выставили 2 с половиной ведра водки и участвовавшие на сходе постановили: немедленно идти в лес и всех прогнать палками с межевых работ, а кто будет из партии землемера сопротивляться, то бить рычагами не щадя.
Около 6 часов вечера двинулись всем сходом Старо Урмарские крестьяне в лес, отстававших подгоняли сзади палками полицейские сотские, и десятские.
Не доходя до межевых работ саженей 70, Старо Урмаровские крестьяне были встречены волостным старшиной Романовым, посланным приставом им навстречу, с целью уговорить их разойдись.
В это время Романова быстро окружило несколько человек крестьян, в числе которых были Алексей Никифоров, Алексей Филиппов, Емельян Тарасов, Николай Гаврилов, Михаил Назаров, Петр Агапов, Герасим Андреев и стали бить рычагами: не убили насмерть благодаря ямщику Михаилу Петрову, который успел прогнать лошадь сквозь толпу нападавших.
После этого вся толпа Старо Урмаровских крестьян побежала за землемером и его партией, покинувшей межевые работы, как только увидели, что начали бить старшину.

Преследуя бегущих крестьян, старо урмаровцы били рычагами, палками, копьями отставших и убили из числа рабочих и понятых партии землемера Вишневского следующих лиц: 1)крестьянина Цивильского уезда дер. Старых Щелкан Александра Васильева и д. Д.Мусирма того же уезда; 2) Михаила Федорова и 3) Ивана Федорова, тела которых были найдены на следующий день на Кульгешевском поле в Чебоксарском уезде. Кроме того изувечили и поранили крестьян с. Мусирмы 1) Федора Петрова 2) Михаила Петрова 3) Тимофея Николаева, а также побили сельского старосту села Арабоси Якова Данилова.
Выдержка из приговора — 
Казанский военный окружной суд под представительством военного судьи, полковника Бо, с участием временных судей, в открытом судебном заседании 6-11 сентября 1888 года приговорил:
- Герасима Андреева
- Алексея Филиппова
- Петра Агапова
- Илью Дмитриева
- Алексея Никифорова
- Михаила Назарова
- Тимофея Андреева
- Емельяна Тарасова
- Антона Михайлова
- Николая Гаврилова
- Никиту Прокофьева
- Дмитрия Тимофеева
- Матвея Михайлова
- Василия Степанова
- Алексея Владимирова
- Макария Антонова

лишить всех прав состояния и из них запасных рядовых Филиппова и Тимофеева лишить ещё воинского звания и исключить из военной службы, а отставного рядового Назарова лишить воинского звания и всех вышеуказанных виновных подсудимых подвергнуть смертной казни через повешение. 
Император Александр III отменил смертную казнь для семнадцати крестьян деревни Старые Урмары и заменил её для четырёх осужденных каторжными работами, для 6 — ссылкой в Сибирь, для 7 — отдачей в арестантские роты.

## Население
| 1748 | 1858 | 1886 | 1889 | 1892 | 1895 | 1901 |
| ---- | ---- | ---- | ---- | ---- | ---- | ---- |
| 466  | 1076 | 1393 | 1453 | 1472 | 1420 | 1529 |

| 2010  | 2012  | 2013  | 2014  | 2015  | 2016  | 2017  |
| ----- | ----- | ----- | ----- | ----- | ----- | ----- |
| 1374  | ↘1343 | ↗1344 | ↗1350 | ↘1336 | ↘1292 | ↘1250 |
| 2018  | 2019  | 2020  | 2021  |       |       |       |
| ↘1215 | ↘1194 | ↘1169 | ↘1139 |       |       |       |